# Ligurien
Ligurien (italienska: Liguria, latin: Liguria, liguriska: Ligûria, franska: Ligurie) är en region i nordvästra Italien. Regionen hade cirka 1,51 miljoner invånare (2022), på en yta av 5 416 km². Regionens huvudort är Genua. Några andra städer i Ligurien är Sanremo, Ventimiglia och Portofino.
Ligurien är indelat i fyra provinser: Genua, Imperia, La Spezia och Savona.
Ligurien är en smal landremsa som avgränsas av havet på ena sidan och Alperna och Apenninerna på andra sidan. I väster finns en kort landgräns mot Frankrike.

## Klimat
Vid den liguriska kusten råder ett milt medelhavsklimat. I januari har Genua en medeltemperatur på 8–10 °C, och på sommaren är medeltemperaturen omkring 24–25 °C. I det bergigare inlandet är det svalare och där kan temperaturen sjunka under 0 °C på vintern. Berg nära kusten ger mycket regn och Genua har en årsnederbörd på upp till 2 000 mm. Det normala i medelhavsområdet är 500–800 mm nederbörd per år.

## I populärkulturen
Regionen är besjungen av Björn Afzelius i Tankar i Ligurien och Natt i Ligurien samt Morgon i Ligurien av Evert Taube. Även "Serenaden i San Remo", "Den glade bagaren i San Remo" och "Fritiof i Arkadien" av Evert Taube utspelar sig i Ligurien. På Sällskapets album Nowy Port besjunger Thåström regionen i låten "Rött liguriskt vin". 